# Nowy Most (Piecki)
Nowy Most (deutsch Neubrück) ist ein in dem Dorf Bobrówko (Bubrowko, 1938 bis 1945 Biebern (Ostpr.)) aufgegangener Ort in der polnischen Woiwodschaft Ermland-Masuren. Die Ortsstelle liegt innerhalb der Gmina (Landgemeinde) Piecki (Peitschendorf) im Powiat Mrągowski (Kreis Sensburg).

## Geographische Lage
Nowy Most liegt am Flüsschen Kruttinna (polnisch Krutynia) im mittleren Osten der Woiwodschaft Ermland-Masuren, 21 Kilometer südöstlich der Kreisstadt Mrągowo (deutsch Sensburg).

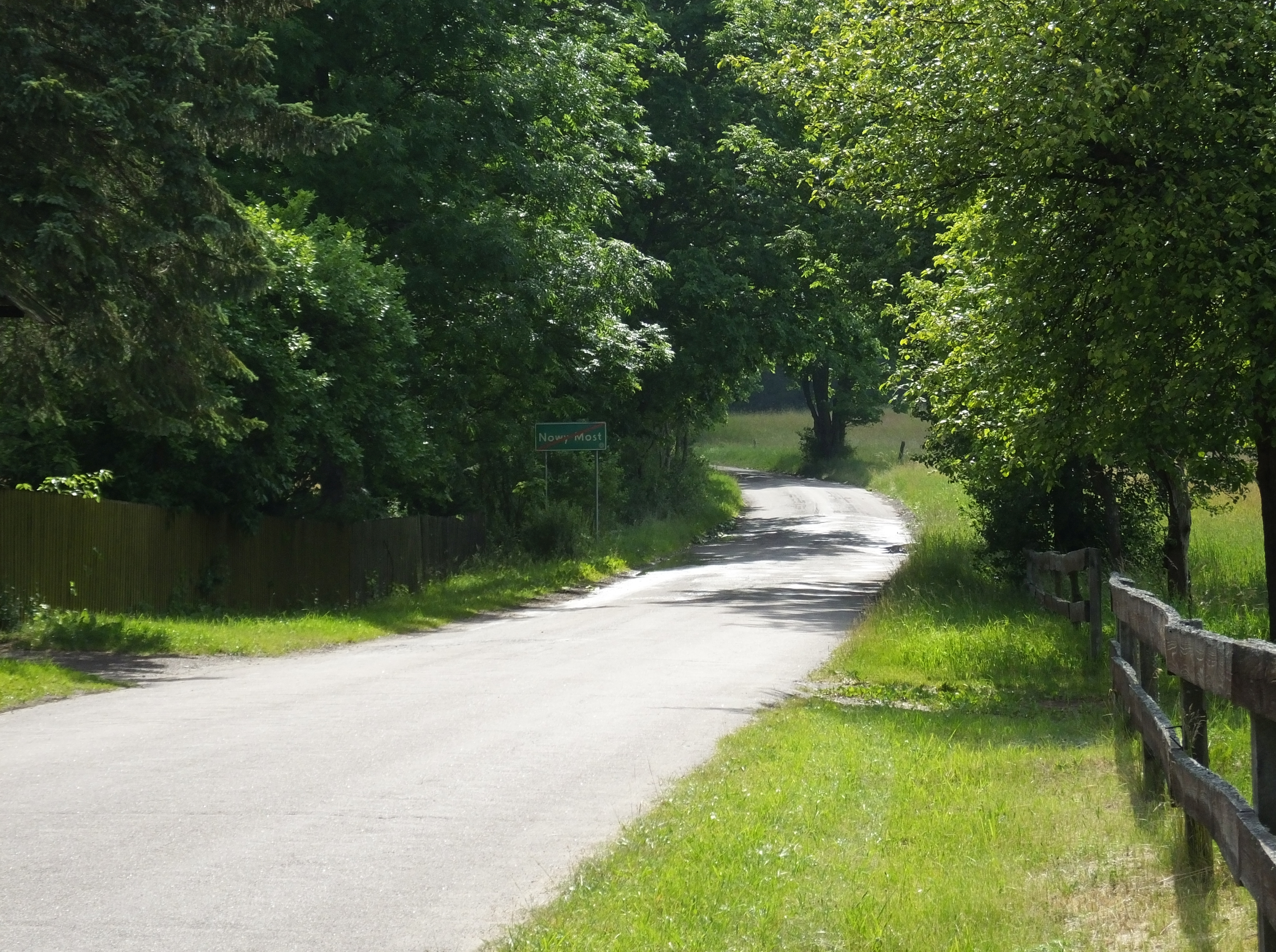
Ortsausfahrt Nowy Most

## Geschichte
Der kleine und in seinem Kern lediglich aus einem mittleren Hof bestehende Ort wurde 1686 gegründet. Im Jahr 1839 wurde er als Schatull-Gut mit einer Feuerstelle bei 23 Einwohnern erwähnt. Ab Beginn des 20. Jahrhunderts wurde Neubrück als Wohnplatz der Gemeinde Bubrowko (polnisch Bobrówko) genannt mit 24 Einwohnern im Jahre 1905. Bis 1945 gehörte Neubrück zum Kreis Sensburg im Regierungsbezirk Gumbinnen (ab 1905: Regierungsbezirk Allenstein) in der preußischen Provinz Ostpreußen.
In Kriegsfolge kam Neubrück 1945 mit dem gesamten südlichen Ostpreußen zu Polen und erhielt die polnische Namensform „Nowy Most“. Weiterhin ist die Ortschaft in den nun Bobrówko genannten Nachbarort integriert, der zur Gmina Piecki (Peitschendorf) im Powiat Mrągowski (Kreis Sensburg) gehört, bis 1998 der Woiwodschaft Olsztyn, seither der Woiwodschaft Ermland-Masuren zugeordnet.

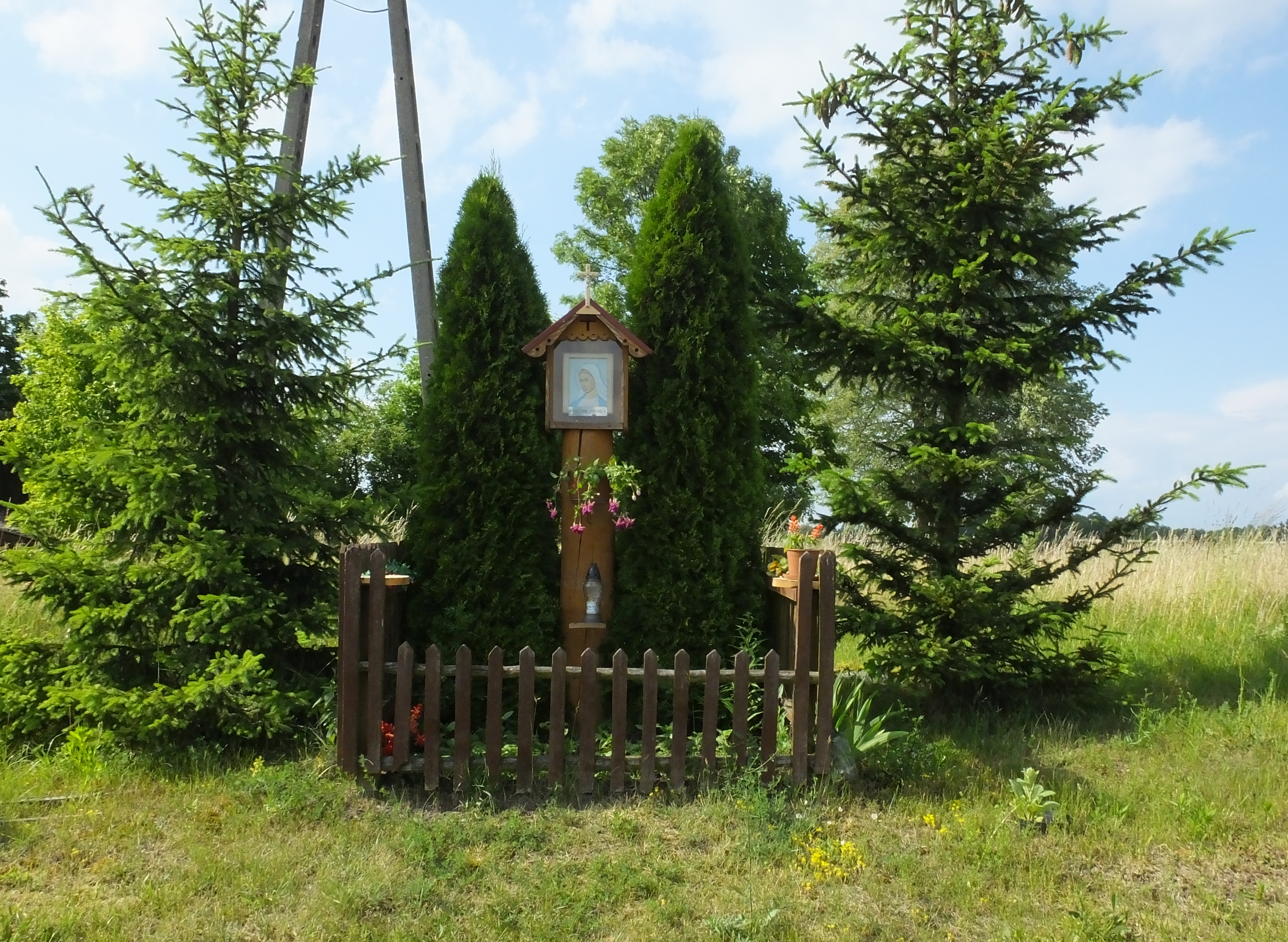
Kapellenbildstock in Nowy Most

## Religionen
Bis 1945 war Neubrück in die evangelische Kirche Alt Ukta in der Kirchenprovinz Ostpreußen der Kirche der Altpreußischen Union sowie in die römisch-katholische Kirche Sensburg im Bistum Ermland eingepfarrt.
Heute gehört Nowy Most in Bezug auf beide Konfessionen nach Ukta bzw. Mikołajki (Nikolaiken) im Bistum Ełk der Römisch-katholischen Kirche in Polen bzw. in der Diözese Masuren der Evangelisch-Augsburgischen Kirche in Polen.

## Verkehr
Nowy Most liegt an der Flussüberquerung der Krutynia (Kruttinna) an einer Nebenstraße, die von der Woiwodschaftsstraße 609 bei Bobrówko (Bubrowko, 1938 bis 1945 Biebern (Ostpr.)) in den Powiat Piski bei Iznota (Isnothen) führt.